# Battaglia di Atlanta
La battaglia di Atlanta fu una delle battaglie combattute nella Campagna di Atlanta durante la guerra di secessione americana. Lo scontro ebbe luogo il 22 luglio 1864 nella zona a sud-est di Atlanta (Georgia). Nonostante quello che il nome possa far credere, la battaglia non coinvolse direttamente la città di Atlanta (che sarebbe caduta solo sei settimane più tardi), ma avvenne nelle campagne circostanti.
In questo periodo il maggiore generale William Tecumseh Sherman era al comando delle forze dell'Unione nel teatro di guerra dell'ovest. Le forze dell'Unione coinvolte in questa battaglia furono soprattutto quelle dell'Armata del Tennessee, comandate dal maggior generale James B. McPherson; egli era uno dei comandanti favoriti da Sherman e da Grant, ed era molto rapido nelle decisioni e aggressivo nella conduzione della battaglia (qualità rare nei generali unionisti). Il XV Corpo era comandato dal maggior generale John A. Logan, il XVI Corpo dal maggior generale Grenville M. Dodge e il XVII Corpo era comandato dal maggior generale Frank P. Blair Jr..
Le truppe confederate erano composte dall'Armata del Tennessee, comandata dal generale John Bell Hood. L'attacco alle truppe dell'Unione fu condotto dal Corpo militare comandato dal generale William J. Hardee.

## Preludio
Nei mesi precedenti alla battaglia il generale confederato Joseph E. Johnston era stato ripetutamente costretto a ritirarsi dalla superiorità delle forze di Sherman. Lo stesso schema fu interpretato più volte lungo tutta la linea ferroviaria, da Chattanooga (Tennessee) a Marietta (Georgia): Johnston assumeva una posizione difensiva, Sherman avanzava sui fianchi esterni delle difese confederate e Johnston arretrava nuovamente per assumere una nuova linea di difesa. Dopo la ritirata di Johnston nella battaglia di Resaca, i due eserciti si scontrarono di nuovo nella battaglia di Kennesaw Mountain, ma il Governo confederato non approvò la riluttanza di Johnston nel combattere, anche perché pensava che potesse avere qualche chance di vittoria. Pertanto, il 17 luglio 1864, mentre si stava preparando alla battaglia di Peachtree Creek, Johnston fu sollevato dal suo comando, che fu assegnato al generale Hood. Hood attaccò l'esercito dell'Unione a Peachtree Creek, ma l'attacco fallì e i confederati subirono gravi perdite.
Il generale Hood, con il suo esercito notevolmente inferiore di numero rispetto a quello unionista, aveva due grossi problemi: innanzitutto aveva necessità di difendere la città di Atlanta, che rappresentava un nodo ferroviario e un centro industriale molto importante per la Confederazione; in secondo luogo il suo esercito era di modeste dimensioni, confrontato alla grande armata comandata dal generale Sherman. Hood decise di ritirarsi verso l'interno per costringere le truppe dell'Unione ad uscire allo scoperto. L'esercito di McPherson occupò Decatur, una cittadina sul lato est di Atlanta.

## La battaglia
Nel frattempo, Hood inviò le truppe del generale Hardee per aggirare il fianco sinistro dell'Unione, la cavalleria del maggior generale Joseph Wheeler a insidiare la linea dei rifornimenti di Sherman e le truppe del maggior generale Benjamin Cheatham ad attaccare la parte frontale dell'esercito dell'Unione. Queste manovre erano state accuratamente studiate e pianificate, ma il risultato finale - che Hood si augurava - venne vanificato da una serie di inconvenienti. Innanzitutto le truppe di Hardee impiegarono più tempo di quello previsto per raggiungere la posizione finale; approfittando di questo, il generale McPherson, che aveva subodorato una minaccia sul suo fianco sinistro, inviò le sue truppe di riserva, il XVI Corpo, per rafforzare quella posizione. Le truppe del generale Hardee incontrarono queste nuove, inaspettate, forze, ed ebbe inizio la battaglia. Anche se l'attacco confederato iniziale fu respinto, il fianco sinistro dell'Unione iniziò a ritirarsi. Fu in questa situazione che il generale McPherson, che aveva raggiunto il fronte per osservare la battaglia, fu colpito e ucciso dalla fanteria confederata.
La linea principale della battaglia aveva ora la forma di una "L", con l'attacco di Hardee che costituiva la parte più bassa della "L" e l'attacco di Cheatham nella zona frontale delle truppe dell'Unione, che formava la linea verticale della "L". L'attacco di Hardee diminuì di intensità, consentendo al XVI Corpo dell'Unione di ricompattarsi e tenere la linea. Nel frattempo, le truppe del generale Cheatham erano riuscite a sfondare le linee dell'Unione, ma il generale Sherman ammassò 20 pezzi di artiglieria vicino al suo quartier generale e fece dirigere il fuoco sulle forze confederate, mentre il XV Corpo del generale Logan si ricompattava per respingere le truppe confederate. Durante la battaglia le forze dell'Unione subirono 3641 perdite e quelle della Confederazione 8499. Questa fu una perdita devastante per il già ridotto esercito confederato.

## Conseguenze
Sebbene la battaglia di Atlanta fosse una dura sconfitta per l'esercito confederato, il generale Hood riuscì a tenere la città. Sherman si preparò ad assediarla, effettuando incursioni a nord e a sud per tagliare le linee di rifornimento provenienti da Macon (Georgia). Alla fine, il 31 agosto a Jonesborough, l'esercito di Sherman occupò la linea ferroviaria proveniente da Macon. Il giorno dopo Hood fece uscire il suo esercito da Atlanta, distruggendo i depositi dei rifornimenti per non farli cadere nelle mani degli Unionisti. Il 2 settembre, una delegazione composta dal maggiore James Calhoun e da alcuni cittadini favorevoli all'Unione, incontrò un capitano dello Stato Maggiore del maggior generale Henry W. Slocum, al quale dichiararono la resa della città. Sherman inviò un telegramma a Washington per annunciare la vittoria e la conquista della città. Il 7 settembre stabilì il suo quartier generale ad Atlanta, e vi rimase per due mesi. Ordinò l'evacuazione dell'intera popolazione civile. L'armata rase al suolo la città e quindi si diresse verso est, in quella che sarebbe stata chiamata la Marcia verso il mare di Sherman.